# El Independiente (1989-1991)
El Independiente fue un periódico español fundado por el periodista Pablo Sebastián en 1987 con carácter semanal. Se convirtió en diario el 4 de julio de 1989.
En su último año estuvo gestionado por la Organización Nacional de Ciegos Españoles (ONCE), entonces dirigida por Miguel Durán. Con unas perdidas que superaban los 220 millones de pesetas mensuales, la ONCE vendió la cabecera al empresario Jacques Hachuel para que este la liquidase el 31 de octubre de 1991.

## Historia
El Independiente se fundó como semanario de actualidad política el 20 de junio de 1987. El fundador fue el periodista español Pablo Sebastián, antiguo director de Interviú, que creó su propia revista después que el Grupo Zeta le cesara del cargo. La publicación destacó por sus reportajes de investigación, pero también contó con columnas de opinión de reputados escritores como Antonio Gala, Raúl del Pozo, Julio Cerón y Camilo José Cela. 
Durante dos años se consolidó en el panorama editorial, lo que animó a Sebastián para convertirla en una publicación diaria. Para ello contrató nuevos empleados y aumentó el capital social de Ediobser, la empresa editora. Días antes del relanzamiento, el empresario Francisco Gayá, uno de los socios fundadores y previsto como consejero delegado, se marchó con Pedro J. Ramírez para poner en marcha el nuevo diario El Mundo.
El primer número del diario El Independiente se publicó el 4 de julio de 1989. La falta de inversores y la creciente competencia en prensa escrita —El Mundo, Claro, El Sol— hizo que la cabecera nunca fuese rentable, y Sebastián también tuvo problemas para encontrar nuevos socios. Mario Conde, entonces presidente de Banesto, mostró interés por entrar en el accionariado pero finalmente se retractó.
En marzo de 1991, cuando El Independiente entró en pérdidas y apenas vendía 40.000 ejemplares al día, la Organización Nacional de Ciegos Españoles (ONCE) —que había invertido en otros medios de comunicación como Onda Cero, Telecinco y la agencia Servimedia— se hizo con el 70% de las acciones de Ediobser. En abril, la ONCE nombró director a Manuel Soriano para que asumiera el relanzamiento. A pesar de ello, las ventas se redujeron aún más y la deuda se multiplicó.
En octubre del mismo año, la ONCE vendió El Independiente a Jacques Hachuel, socio de Mario Conde en Banesto, por 320 millones de pesetas más su participación accionarial en Telecinco. El nuevo propietario se encargó de negociar la liquidación de la empresa. El último número del diario fue publicado el 31 de octubre de 1991.